# Statuut van het Internationaal Gerechtshof

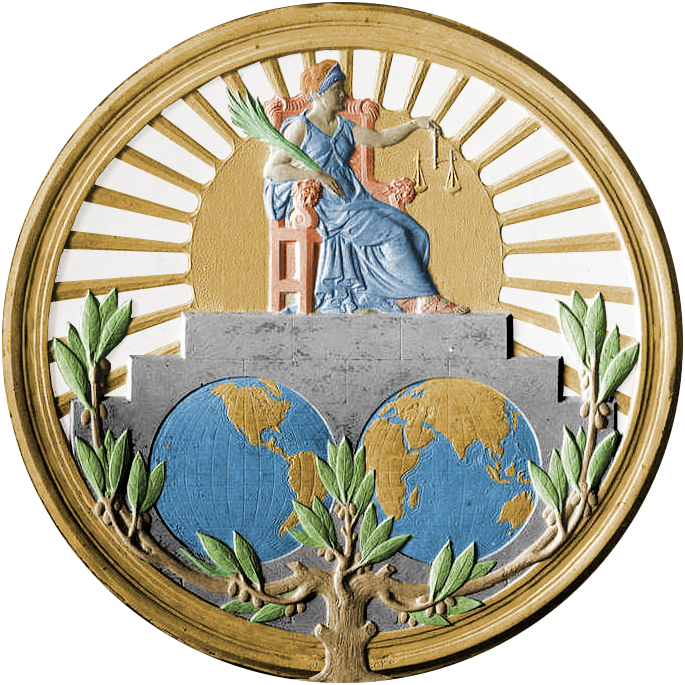
Embleem van het Internationaal Gerechtshof

Het Statuut van het Internationaal Gerechtshof (Engels: Statute of the International Court of Justice) is het basisdocument van het Internationaal Gerechtshof van de Verenigde Naties. Het maakt deel uit van het Handvest van de Verenigde Naties, dat werd ondertekend op 26 juni 1945 en van kracht werd vanaf 24 oktober 1945. Het beschrijft de organisatie, de taken en het functioneren van het Hof.

## Historie
Het Statuut van het Internationaal Gerechtshof is gebaseerd op het statuut van het Permanent Hof van Internationale Justitie, de voorloper van het Internationaal Gerechtshof. Het is als annex toegevoegd aan het Handvest van de Verenigde Naties. Het werd op 26 juni 1945 ondertekend in San Francisco en trad in werking op 24 oktober 1945.

## Inhoud
Artikel 1 is een algemene beschrijving van het Hof en luidt:
Het Internationale Gerechtshof, ingesteld bij het Handvest van de Verenigde Naties als het voornaamste rechterlijke orgaan van de Verenigde Naties, zal worden samengesteld en zal functioneren overeenkomstig de bepalingen van dit Statuut.
Het Statuut is verder onderverdeeld in vijf hoofdstukken:
- Hoofdstuk I: Organisatie van het Hof (artikelen 2-33)
- Hoofdstuk II: Bevoegdheden van het Hof (artikelen 34-38)
- Hoofdstuk III: Procedure (artikelen 39-64)
- Hoofdstuk IV: Adviserende opinies (artikelen 65-68)
- Hoofdstuk V: Amendementen (artikelen 69-70)